# Lubomir Kavalek
Lubomir Kavalek (ur. 9 sierpnia 1943 w Pradze, zm. 18 stycznia 2021 w Reston) – czeski szachista i dziennikarz, reprezentujący Czechosłowację i USA, arcymistrz od 1965 roku.

## Kariera szachowa

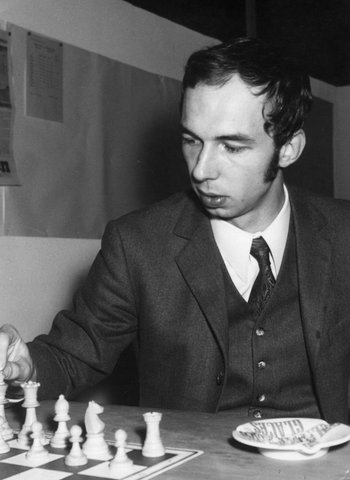
Lubomir Kavalek, Lugano 1968

W latach 1962 i 1968 zdobył złote medale w mistrzostwach Czechosłowacji, w drużynie czechosłowackiej wystąpił również na dwóch szachowych olimpiadach (w latach 1964 i 1966). W roku 1968 zajął II miejsce (za Wasilijem Smysłowem) w memoriale Akiby Rubinsteina w Polanicy-Zdroju. W czasie trwania tego turnieju państwa Układu Warszawskiego dokonały inwazji na Czechosłowację, co spowodowało podjęcie przez Kavalka decyzji o emigracji na zachód Europy. W roku 1970 wyjechał do Stanów Zjednoczonych i wkrótce przyjął obywatelstwo tego kraju.
W barwach amerykańskich siedmiokrotnie wystąpił na olimpiadach (w tym trzykrotnie na I szachownicy). W swoim dorobku posiada 6 medali (wszystkie zdobyte wraz z drużyną): złoty (1976) oraz 5 brązowych (1974, 1978, 1982, 1984, 1986). Łącznie na 9 olimpiadach rozegrał 106 partii, w których zdobył 65 pkt.
Dwukrotnie wystąpił w turniejach międzystrefowych, w Sousse (1967, XIX miejsce) oraz w Manili (1976, VII). W roku 1973 zwyciężył (wraz z Johnem Grefe) w mistrzostwach Stanów Zjednoczonych. Sukces ten powtórzył w roku 1978. Zwyciężył bądź podzielił I miejsca w Warnie (1965 i 1967), Amsterdamie (1968, turniej IBM), Caracas (1968), Netanji (1971), Montilli (1973), Solingen (1974) oraz Bochum (1981). W roku 1978 rozegrał w Waszyngtonie mecz z Ulfem Anderssonem, zwyciężając 6½ - 3½.
Znaczne osiągnięcia odniósł jako trener i sekundant, współpracował m.in. z Yasserem Seirawanem oraz Robertem Hübnerem. Był również członkiem zespołu Nigela Shorta podczas jego zwycięskich meczów z Anatolijem Karpowem i Janem Timmanem w roku 1993. W tym samym roku, na początku meczu o mistrzostwo świata PCA przeciwko Garriemu Kasparowowi, doszło między nimi do zgrzytu, w wyniku którego został przez Shorta zwolniony. Obaj opisywali później w szachowych czasopismach tę sytuację, krytykując siebie nawzajem.
W latach 1973–1986 zajmował się szachowymi publikacjami w nowojorskim wydawnictwie RHM Press. Od roku 1986 prowadził szachową kolumnę w dzienniku The Washington Post. Był również redaktorem kolumny w The Huffington Post.
Najwyższy ranking w karierze osiągnął 1 maja 1974, z wynikiem 2625 punktów zajmował wówczas 10. miejsce na światowej liście FIDE, jednocześnie zajmując 2. miejsce (za Robertem Fischerem) wśród amerykańskich szachistów.